# 하의초등학교 대광분교
하의초등학교 대광분교는 대한민국 전라남도 신안군 하의면 대리에 있었던 공립 초등학교이다.

## 역사
- 일자미상(1940년대 말 추정) 하의국민학교 하의북분교장 개교
- 일자미상 하의북국민학교 승격 분리
- 1957년 9월 24일 하의북국민학교 신도분교장 개교
- 1958년 3월 1일 하의북국민학교 능산분교장 개교
- 1965년 11월 18일 하의북국민학교 개도분교장 개교
- 1967년 4월 1일 하의북국민학교, 신도분교, 능산분교, 개도분교 도서벽지학교 '갑'급 지정
- 1968년 5월 1일 신도분교 도서벽지학교 '갑'급 재지정
- 1975년 8월 1일 신도분교 도서벽지학교 '갑'급 재지정
- 1979년 2월 1일 신도분교 도서벽지학교 '특'급 조정
- 1982년 3월 1일 신도분교 도서벽지학교 '갑'급 조정
- 1986년 1월 1일 하의북국민학교 도서벽지학교 '나'급, 신도분교, 능산분교, 개도분교 도서벽지학교 '가'급 조정
- 1994년 9월 1일 능산분교장 폐교 및 하의국민학교 통폐합
- 1995년 3월 1일 개도분교장 폐교 및 하의국민학교 통폐합
- 1996년 3월 1일 하의북초등학교로 개칭
- 1998년 3월 1일 하의초등학교 대광분교장 격하 편입, 신도분교장 이관
- 1999년 9월 1일 폐교 및 하의초등학교 통폐합